# Rivierduin en -strand

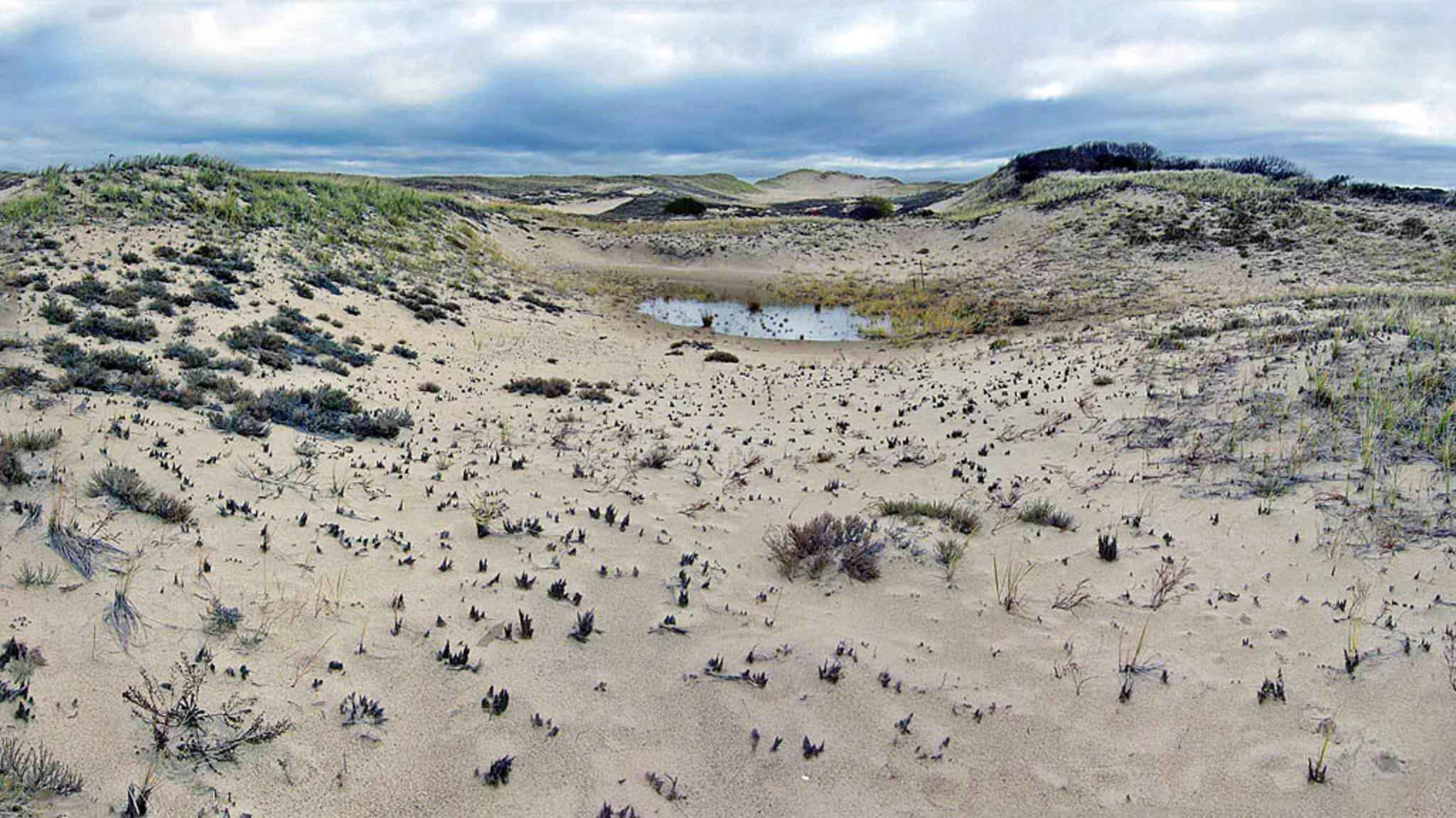
Rivierduingebied

Rivierduin en -strand is een natuurdoeltype dat voornamelijk voorkomt in het rivierengebied.
Het natuurdoeltype bestaat uit rivierduinen en rivierstranden en de vegetatie is in de pioniersfase. Het waterregime loopt van nat tot droog, waar de stranden het natste gedeelte zijn en de toppen van de rivierduinen de droogste gedeelten van het natuurdoeltype. De bodem is zwak zuur tot neutraal en is mesotroof tot meso-eutroof. Het natuurdoeltype kan tegen regelmatige overstromingen en de herkomst van het water is dan ook oppervlaktewater en neerslag.
Het natuurdoeltype heeft een diepe grondwaterstand en heeft het bodemtype duinvaaggronden en vorstvaaggronden. Het natuurdoeltype heeft een oppervlakte van minimaal 2,5 ha nodig om zich te kunnen handhaven wordt door menselijk handelen in stand gehouden door middel van begrazing.

## Plantengemeenschappen
Binnen het natuurdoeltype rivierduin en -strand duin kunnen meerdere plantengemeenschappen voorkomen. Deze plantengemeenschappen hoeven niet allemaal voor te komen om het natuurdoeltype te bereiken.
| Nederlandse naam                             | Wetenschappelijke naam                                                     |
| -------------------------------------------- | -------------------------------------------------------------------------- |
| vogelpootje-associatie                       | Ornithopodo-Corynephoretum                                                 |
| associatie van schapengras en tijm           | Festuco-Thymetum                                                           |
| associatie van vetkruid en tijm              | Sedo-Thymetum                                                              |
| associatie van sikkelklaver en zachte haver  | Medicagini-Avenetum                                                        |
| vlieszaad-associatie                         | Bromo-Coryspermetum                                                        |
| associatie van raketten en kompassla         | Erigeronto-Lactucetum                                                      |
| slangenkruid-associatie                      | Echio-Verbascetum                                                          |
| kweekdravik-associatie                       | Bromo-Eryngietum campestris                                                |
| rompgemeenschap met late stekelnoot en kweek | RG Xanthium strumarium-Elymus repens-[Artemisietea vulgaris/Plantaginetea] |
| rompgemeenschap met klein vlooienkruid       | RG Pulicularia vulgaris-[Bidentetea]                                       |

Wanneer de associatie van vetkruid en tijm of de associatie van sikkelklaver en zachte haver binnen het gebied aanwezig is komt het natuurdoeltype overeen met het habitattype kalkminnend grasland op dorre zandbodem van de habitatrichtlijn.